# Romanos 3
Romanos 3 é o terceiro capítulo da Epístola aos Romanos, de autoria do Apóstolo Paulo, no Novo Testamento da Bíblia.

## Manuscritos
- O texto original é escrito em grego Koiné.
- Alguns dos manuscritos mais antigos que contém este capítulo ou trechos dele são:
  - Papiro 40
  - Codex Vaticanus
  - Codex Sinaiticus
  - Codex Alexandrinus
  - Codex Ephraemi Rescriptus
- Este capítulo é dividido em 31 versículos.

## Estrutura
A Tradução Brasileira da Bíblia organiza este capítulo da seguinte maneira:
- Romanos 3:1-8 - Paulo responde a objeções
- Romanos 3:9-18 - Todos os homens estão debaixo do pecado. O Velho Testamento citado
- Romanos 3:19-20 - Os judeus não constituem uma exceção
- Romanos 3:21-31 - A justificação pela fé em Jesus Cristo